# Administración apostólica de Atirau
La administración apostólica de Atirau (en latín: Administratio Apostolica Atirauensis y en ruso: Апостольская администратура Атырау) es una circunscripción eclesiástica de la Iglesia católica en Kazajistán. Se trata de una administración apostólica latina, sufragánea de la arquidiócesis de María Santísima en Astaná. Desde el 8 de diciembre de 2020 es sede vacante y su administrador apostólico sede vacante et ad nutum Sanctae Sedis es el presbítero Peter Sakmár.

## Territorio y organización
La administración apostólica tiene 736 612 km² y extiende su jurisdicción sobre los fieles católicos de rito latino residentes en las  Aktobé, Atirau, Kazajistán Occidental y Mangystau.
La sede de la administración apostólica se encuentra en la ciudad de Atirau, en donde se halla la Catedral de la Transfiguración de Nuestro Señor.
En 2022 en la administración apostólica existían 7 parroquias:
- Sagrado Corazón de Jesús, en Aktau;
- Transfiguración de Cristo, en Atirau;
- Buen Pastor, en Aktobé;
- Sagrada Familia, en Chromtau;
- Nuestra Señora del Perpetuo Socorro, en Oral;
- Divina Misericordia, en Qulsary.

## Historia
La administración apostólica de Almaty fue erigida el 7 de julio de 1999 mediante un decreto de la Congregación para la Evangelización de los Pueblos, separando territorio de la administración apostólica de Kazajistán de los latinos (hoy diócesis de Karagandá).
El 17 de mayo de 2003 pasó a formar parte de la provincia eclesiástica de la arquidiócesis de María Santísima en Astaná.

## Estadísticas
Según el Anuario Pontificio 2023 la administración apostólica tenía a fines de 2022 un total de 2633 fieles bautizados.
| Año                                                                             | Población            | Población | Población      | Sacerdotes | Sacerdotes    | Sacerdotes    | Bautizados por sacerdote | Diáconos permanentes | Religiosos | Religiosos | Parroquias |
| Año                                                                             | Bautizados católicos | Total     | % de católicos | Total      | Clero secular | Clero regular | Bautizados por sacerdote | Diáconos permanentes | Varones    | Mujeres    | Parroquias |
| ------------------------------------------------------------------------------- | -------------------- | --------- | -------------- | ---------- | ------------- | ------------- | ------------------------ | -------------------- | ---------- | ---------- | ---------- |
| 2000                                                                            | 160                  | 2 670 000 | 0.0            | 3          | 3             |               | 53                       |                      |            |            | 1          |
| 2002                                                                            | 2600                 | 2 204 000 | 0.1            | 3          | 3             |               | 866                      |                      |            |            | 2          |
| 2003                                                                            | 2600                 | 2 204 000 | 0.1            | 3          | 3             |               | 866                      |                      |            | 3          | 2          |
| 2004                                                                            | 2600                 | 2 204 000 | 0.1            | 7          | 5             | 2             | 371                      |                      | 2          | 2          | 5          |
| 2005                                                                            | 2600                 | 2 204 000 | 0.1            | 7          | 5             | 2             | 371                      |                      | 2          | 2          | 5          |
| 2007                                                                            | 2600                 | 2 149 282 | 0.1            | 8          | 8             |               | 325                      |                      |            | 3          | 6          |
| 2010                                                                            | 2600                 | 2 150 000 | 0.1            | 7          | 7             |               | 371                      |                      |            | 8          | 6          |
| 2014                                                                            | 2000                 | 2 395 000 | 0.1            | 8          | 8             |               | 250                      |                      |            | 4          | 6          |
| 2017                                                                            | 2650                 | 2 587 400 | 0.1            | 9          | 9             |               | 294                      |                      |            | 5          | 6          |
| 2020                                                                            | 2700                 | 2 637 500 | 0.1            | 16         | 14            | 2             | 168                      |                      | 2          | 7          | 6          |
| 2022                                                                            | 2633                 | 2 706 590 | 0.1            | 14         | 12            | 2             | 188                      | 1                    | 2          | 7          | 7          |
| Fuente: Catholic-Hierarchy, que a su vez toma los datos del Anuario Pontificio. |                      |           |                |            |               |               |                          |                      |            |            |            |

## Episcopologio
- Janusz Wiesław Kaleta (7 de julio de 1999[nota 2]-7 de diciembre de 2012 renunció)
- Adelio Dell'Oro (7 de diciembre de 2012[nota 3]-16 de mayo de 2015 renunció)
- P. Dariusz Buras (16 de mayo de 2015-8 de diciembre de 2020 renunció)
  - Sede vacante (desde 2020)
  - P. Peter Sakmár, desde el 8 de diciembre de 2020 (administrador apostólico sede vacante et ad nutum Sanctae Sedis)